# 빌헬름 비트게프트
빌헬름 비트게프트(러시아어: Вильгельм Карлович Витгефт, 독일어: Wilhelm Karlowitsch Withöft, 1847년 10월 14일 - 1904년 8월 10일)는 러시아 제국 해군의 군인이다. 러일 전쟁에서 뤼순 함대를 이끌고 황해 해전에서 분전했지만, 전사했다.

## 생애
비트게프트는 1847년 10월 14일 오데사에서 독일계 가정의 아들로 태어났다. 1868년에 해군사관학교를 우수한 성적으로 졸업하고, 클리퍼 ‘사드니크’(Wsadnik)의 승무원으로 세계일주를 한다. 1870년에 하사관으로 복무를 하여, 1873년 소위로 임관한다. 1875년부터 3년간 포술과 기뢰 전문 교육을 받는다. 훗날 발트 함대에 배속된다. 1885년, 항양 포함 ‘그로자’(Groza)에서 처음 함장을 맡았다. 1892년 어뢰순양함 ‘보예보다’의 함장을 역임했다. 1894년 1등급 선장으로 승진하여, 2등순양함 ‘나에즈니크’를 지휘한다. 1895년부터는 1등순양함 ‘드미트리이 돈스코이’를, 1898년부터는 장갑함 ‘오실랴뱌’의 함장을 맡았다. 1899년 10월 26일 극동 함대로 전속되어 준장으로 승진함과 동시에 예브게니 알렉세예프 총독의 참모장이 된다.
1904년 러일 전쟁이 발발하였고, 4월에 스테판 마카로프 제독이 전사하면서 임시 함대 사령관에 임명되었다. 전임 제독과는 대조적으로 우세한 일본 해군의 여순항 포위 앞에 뤼순 항에 틀어 박혀 전력을 보존하는 대책을 취했다. 그러나 여순이 일본군의 공격을 받으면서도 소극적인 자세를 취한다는 비판을 받아 마침내 황제 니콜라이 2세의 전보를 받고 8월 10일 블라디보스토크 항구 탈출을 목표로 출격한다.
항구에서 40해리를 지난 곳에서 도고 헤이하치로가 이끄는 연합 함대에 포착되어 해전이 벌어진다. 그 와중에 비트게프트가 있던 기함 ‘체사레비치’ 함교 사령탑에 12인치 포탄이 직격하여 나침 함교에서 지휘를 맡고 있던 그를 전사시켰다. 그의 죽음은 러시아 함대에 큰 혼란을 가져 와 여순 함대는 조직적인 탈출에 실패했다.

## 참고자료
- Forczyk, Robert. Russian Battleship vs Japanese Battleship, Yellow Sea 1904-05. 2009 Osprey. ISBN 978-1-84603-330-8.
- 로템 코우너 (2006). Historical Dictionary of the Russo-Japanese War. Scarecrow. ISBN 0-8108-4927-5
- Nish, Ian (1985). The Origins of the Russo-Japanese War. 롱맨. ISBN 0-582-49114-2
- Sedwick, F.R. (1909). The Russo-Japanese War. 맥밀란 컴퍼니
- Corbett, Sir Julian. "Maritime Operations In The Russo-Japanese War 1904–1905" (1994) Originally a classified report, and in two volumes. ISBN 1-55750-129-7